# مرلین (اورگن)
مرلین (به انگلیسی: Merlin) یک منطقهٔ مسکونی در ایالات متحده آمریکا است که در شهرستان جوزفین، اورگن واقع شده‌است. مرلین ۲۷۶٫۴۶ متر بالاتر از سطح دریا واقع شده‌است.